# 商禽
商禽（1930年3月11日—2010年6月27日），原名羅顯烆，曾用筆名羅硯、甲乙、申酉、丁戊己、壬癸等，原籍四川珙縣人。被稱為文壇「鬼才」，是臺灣「現代詩運動」初期的健將。與楚戈、辛鬱被稱為臺灣詩壇三公，

## 生平
1930年，三月出生於四川珙縣。父親職業為商人，販賣雜貨、書籍、文具等。商禽幼年時曾讀私塾，後亦就讀小學及初中。1945年，中學肄業後從軍，隨著部隊轉戰中國西南各省。1949年，二十歲時隨部隊赴台。
1953年，以羅馬筆名在《現代詩》發表詩作，此後先後以名羅燕、羅硯、羅馬、商禽、壬癸、石見、夏離等發表詩作，因創作意象詭奇，情思詭秘，被稱為文壇「鬼才」。
1956年，參加「現代派」，並為《藍星》寫詩。1968年，自軍中退役，曾任《文藝》月刊社及《青年戰士報》副刊助編，參與《中華文化復興》月刊編務，《時報周刊》副總編輯。
1969年，應邀至美國愛荷華大學作家工作坊研究兩年，返台後曾任《時報週刊》主編。十月出版第一本詩集《夢或者黎明》，歸國後曾作小學書記、碼頭臨時工、園丁、卡車司機，賣過牛肉麵等。1980 年加入《時報周刊》，至 1992 年以副總編輯一職退休。
2009年，四月出版「商禽詩全集」一書，完整收錄所有出版集冊或其他刊登於報章之散作。
2010年，6月27日去世。妻子為女詩人羅英，生有兩子，但後來以離婚收場。

## 作品
商禽的詩作量少質精， 正式出版兩本單行本詩集：《夢或者黎明》跟《用腳思想──詩及素描》，及增訂本《夢或者黎明及其他》和選集《商禽‧世紀詩選》、《商禽集》及印刻出版的《商禽詩全集》，並曾以《商禽詩全集》獲得 2009 年台灣文學獎新詩類金典獎，作品譯有英、法、德、瑞典等文。晚年熱衷古董收藏，最寶貝的收藏就是明朝的《十竹齋畫譜》。
曾擔任啟思文教基金會董事、董氏基金會義工。

### 詩集
- 《夢或者黎明》，臺北：十月出版社，1969年10月
- 《夢或者黎明及其他》，臺北：書林出版公司，1988年9月
- 《用腳思想──詩及素描》，臺北：漢光文化公司，1988年9月
- 《The frozen torch》譯名《冷藏的火把》Nils Goran David Malmqvis譯，倫敦：Wellsweep Press，1992年
- 《商禽．世紀詩選》，臺北：爾雅出版社，2000年9月

### 合集
- 《商禽集》，臺南：國立臺灣文學館，2008年
- 《商禽詩全集》，臺北：INK印刻文學出版，2018年8月7號

### 合著
- 《中國當代十大詩人選集》張默等主編，金門金湖：源成出版社， 1977年[5]

### 編選
- 《詩選.八十七年》商禽、焦桐主編，臺北：創世紀詩出版，1999年

## 傳述
- 《商禽》[錄影] ，黃明川電影視訊有限公司製作，國家臺灣文學館，2004年
- 《詩的復活：詩人與聲動劇場》[錄音]，臺北市文化局，2006年
- 《顛躓在詩路上的扁平足》 [錄影] 商禽，國立臺灣大學出版中心，2009年

## 研究
- 《軍旅詩人的異端性格:以五、六十年代的洛夫、商禽、瘂弦為主》，劉正忠，博士論文--國立臺灣大學中國文學研究所，2001年
- 《超現實主義的穿透性美學：商禽論》，蕭水順，台灣前行代詩家論-第六屆現代詩家研討會論文集，2003年11月
- 《一九六O年代臺灣超現實詩: 以洛夫、瘂弦、商禽為主》，余欣娟，碩士論文--東海大學中國文學系，2003年
- 《商禽詩藝的實踐之道》商瑜容，碩士論文-國立中山大學中國文學系，2003年
- 《商禽詩的魔幻現實性》，王嘉鈴，國立臺北教育大學台灣文學研究所第三屆研究生學術論文研討會論文集，2006年5月
- 《商禽：包裹奇思的現實性份量》，翁文嫻，台灣當代十大詩人學術研討會會議手冊，國北師台文所，2006年9月
- 《與聲音密談：言說主體的思索》，廖宏霖，根源與路徑-文化研究十周年會議-文化研究的根源與路徑論文集，2009年1月
- 《散文詩的抒情性研究:以秀陶、商禽為例》，林餘佐，碩士論文--國立東華大學中國語文學系，2010年
- 《一九五０、六０臺灣軍旅詩歌的空間書寫:以洛夫、瘂弦、商禽為考察對》，劉志宏，博士論文--佛光大學文學系，2010年
- 《臺灣現當代作家研究資料彙編》，陳建忠等編選，封德屏總策畫 臺灣文學館，2011年
- 《臺灣現代詩中的廢墟詩境:以商禽、羅門、林燿德為例》，張之維，碩士--元智大學中國語文學系(所)，2013年
- 《臺灣詩人的囚與逃:以商禽、蘇紹連、唐捐為抽樣》，夏婉雲 博士--淡江大學中國文學學系，2013年；爾雅出版，2015年
- 《商禽論》，朱怡樺，碩士--淡江大學中國文學系碩士在職專班 ，2014年
- 《商禽散文詩詩藝研究》，陳俐純，碩士--國立彰化師範大學國文學系，2015年
- 《臺灣「地誌詩」研究:以林亨泰、商禽和楊牧的作品為例》，温元凱，碩士--國立臺灣大學臺灣文學研究所，2015年

## 評價
- 陳芳明：「但他在美學上創造出來的縱深，往往引起無盡止的思索與探索。」[6]
- 鄭愁予：「商禽是第二十七星宿，許世旭是第二十八歸位，在雲端轉身何其自在！] [7]